# Barata-do-arroz
A Barata-do-arroz (Tibraca limbativentris) é um inseto hemíptero, da família dos pentatomídeos, que ataca plantações de arroz, trigo, soja e tomate de todo o Brasil. Também é conhecida pelos nomes de cangapara, frade, percevejo-castanho, percevejo-da-haste, percevejo-do-colmo e sarnei.
O percevejo-do-colmo Tibraca limbativentris  destaca-se como um dos insetos mais prejudiciais à cultura do arroz. Ele ataca plantas com mais de 20 dias de idade, sendo os danos caracterizados por uma necrose parcial ou total da parte central dos colmos, em decorrência da injeção de saliva tóxica. A compreensão da biologia da praga em seus hospedeiros é de grande importância para entender o crescimento da população da praga e sua permanência na área nos períodos de entressafra.